# Кепітал-Тауер
Кепітал-Тауер (кит.: 资金大厦) — хмарочос в Сінгапурі. Висота 52-поверхового будинку становить 254 метри, він є другим за висотою хмарочосом Сінгапура. Будівництво було завершено в 2000 році. 
В будинку працюють двоповерхові ліфти. З навантаженням до 3540 кг, швидкість ліфтів 10 м/с. 
Якірним орендарем вежі є державна Інвестиційна Корпорація Сінгапура. 
На останньому поверсі вежі розташований закритий Китайський клуб. У клубі знаходяться бар, ресторан і конференц-зали. 